# Teorema de Picard-Lindelöf
Em matemática, sobretudo na teoria das equações diferenciais ordinárias, o teorema de Picard-Lindelöf estabelece condições suficientes para a existência e unicidade de soluções em uma vizinhança de {\displaystyle t_{0}\,} para o problema de valor inicial:
{\displaystyle {\begin{aligned}&{\frac {d}{dt}}y(t)=f(y(t),t)\\&y(t_{0})=y_{0}\end{aligned}}}
onde {\displaystyle f(x,t)\,} é uma função contínua na variável {\displaystyle t\,} e Lipschitz contínua na variável {\displaystyle x\,}.
Algumas vezes, notadamente na França, este teorema é chamado de Teorema de Cauchy-Lipschitz. Os nomes do teorema são em honra aos matemáticos Charles Émile Picard, Ernst Leonard Lindelöf, Rudolf Lipschitz e Augustin Louis Cauchy.

## Enunciado
Seja {\displaystyle f(x,t):[y_{0}-a,y_{0}+a]\times [t_{0}-b,t_{0}+b]\to \mathbb {R} } uma função contínua tal que:
{\displaystyle \left|f(x,t)-f(y,t)\right|\leq L|x-y|,~~\forall x,y,t\in \mathbb {R} \,} para algum {\displaystyle L\,} positivo.
Então existe um número {\displaystyle h\,} positivo tal que o problema de valor inicial
{\displaystyle {\begin{array}{ll}{\frac {d}{dt}}y(t)=f(y(t),t)\\y(t_{0})=y_{0}\end{array}}\,}
admite uma única solução no intervalo {\displaystyle [t_{0}-h,t_{0}+h]\,}.

## As iterações de Picard
Este teorema admite uma demonstração construtiva cujo cerne são as iterações de Picard. Estas iterações consistem em definir as seguintes funções indexadas por {\displaystyle n\,}:
{\displaystyle y_{0}(t)=y_{0}\,}
{\displaystyle y_{n+1}(t)=y_{0}+\int _{t_{0}}^{t}f(y_{n}(\tau ),\tau )d\tau ,~~n\geq 0\,}

## Unicidade
Assuma que {\displaystyle y(t)\,} e {\displaystyle z(t)\,} sejam solução do problema, então a diferença {\displaystyle w(t)=y(t)-z(t)\,} satisfaz:
{\displaystyle {\begin{array}{ll}{\frac {d}{dt}}w(t)=f(y(t),t)-f(z(t),t)\\w(t_{0})=0\end{array}}\,}
Integrando temos:
{\displaystyle w(t)=\int _{t_{0}}^{t}\left[f(y(\tau ),\tau )-f(z(\tau ),\tau )\right]d\tau ,~~t\in [t_{0},t_{0}+h]\,}
Usando a condição de Lipschitz, temos:
{\displaystyle |w(t)|\leq \int _{t_{0}}^{t}\left|f(y(\tau ),\tau )-f(z(\tau ),\tau )\right|d\tau \leq L\int _{t_{0}}^{t}\left|w(\tau )\right|d\tau ,~~t\in [t_{0},t_{0}+h]\,}
Uma simples aplicação do lema de Gronwall nos permite concluir que {\displaystyle w(t)\equiv 0\,} e, portanto, {\displaystyle y(t)\equiv z(t)\,} como queríamos. A demonstração no intervalo {\displaystyle [t_{0}-h,t_{0}]\,} é perfeitamente análoga.

## Existência
Como {\displaystyle f\,} é contínua em {\displaystyle [y_{0}-a,y_{0}+a]\times [t_{0}-b,t_{0}+b]\,}, existe uma constante {\displaystyle M>0\,} tal que:
{\displaystyle |f(x,t)|\leq M,\forall (x,t)\in [y_{0}-a,y_{0}+a]\times [t_{0}-b,t_{0}+b]\,}
Fixe {\displaystyle h>0\,} tal que:
{\displaystyle Mh\leq a\,}
Por simplicidade e sem perda de generalidade considere {\displaystyle y_{0}=0\,}. Defina as iterações de Picard:
{\displaystyle y_{0}(t)=y_{0}\,}
{\displaystyle y_{n+1}(t)=y_{0}+\int _{0}^{t}f(y_{n}(\tau ),\tau )d\tau ,~~n\geq 0\,}
É fácil estabelecer por indução que:
{\displaystyle \left|y_{n}(t)-y_{0}\right|\leq \int _{0}^{|t|}\left|f(y_{n-1}(\tau ),\tau )\right|d\tau \leq Mt\leq Mh\leq a\,}
Isto garante que {\displaystyle y_{n}\in [y_{0}-a;y_{0}+a],~~\forall n=1,2,3,\ldots \,}
Necessitamos estabelecer a seguinte  estimativa por indução em {\displaystyle n\,}:
{\displaystyle \left|y_{n+k}(t)-y_{n}(t)\right|\leq {\frac {ML^{n}|t|^{n}}{n!}}\,}
- Base:

{\displaystyle \left|y_{1+k}(t)-y_{1}(t)\right|\leq \int _{0}^{|t|}\left|f(y_{k}(\tau ),\tau )-f(y_{0}(\tau ),\tau )\right|d\tau \,}
{\displaystyle \left|y_{1+k}(t)-y_{1}(t)\right|\leq L\int _{0}^{|t|}\left|y_{k}(\tau )-y_{0}(\tau )\right|d\tau \leq ML|t|\,}
- Indução:

{\displaystyle \left|y_{n+k}(t)-y_{n}(t)\right|\leq \int _{0}^{|t|}\left|f(y_{n+k-1}(\tau ),\tau )-f(y_{n-1}(\tau ),\tau )\right|d\tau \,}
{\displaystyle \left|y_{n+k}(t)-y_{n}(t)\right|\leq L\int _{0}^{|t|}\left|y_{n+k-1}(\tau )-y_{n-1}(\tau )\right|d\tau \,}
{\displaystyle \left|y_{n+k}(t)-y_{n}(t)\right|\leq L\int _{0}^{|t|}{\frac {ML^{n-1}|t|^{n-1}}{(n-1)!}}d\tau ={\frac {ML^{n}|t|^{n}}{n!}}\,}
Como {\displaystyle {\frac {ML^{n}|t|^{n}}{n!}}\leq {\frac {ML^{n}h^{n}}{n!}}\to 0,~~n\to \infty \,}, temos que as funções {\displaystyle y_{n}(t)\,} convergem uniformemente no intervalo {\displaystyle [t_{0}-h,t_{0}+h]\,} para uma função contínua {\displaystyle y\,}
Tomando o limite em:
{\displaystyle y_{n+1}(t)=y_{0}+\int _{0}^{t}f(y_{n}(\tau ),\tau )d\tau ,~~n\geq 0\,}
temos:
{\displaystyle y(t)=y_{0}+\int _{0}^{t}f(y(\tau ),\tau )d\tau \,}
Neste  limite usamos que {\displaystyle f(y_{n}(\tau ),\tau )\to f(y(\tau ),\tau )\,} uniformemente, isto é consequência da continuidade uniforme que é válida para funções contínuas em conjuntos compactos.
Como {\displaystyle f(y(\tau ),\tau )\,} é contínua em {\displaystyle \tau \,}, podemos aplicar o teorema fundamental do cálculo:
{\displaystyle {\frac {d}{dt}}y(t)=f(y(t),t)\,}
E o resultado segue.

## Generalizações
O teorema pode facilmente generalizado para espaços de Banach, onde o problema de valor inicial toma a seguinte forma:
Seja {\displaystyle f(x,t):V\times [t_{0}-b,t_{0}+b]\to \mathbb {X} } uma função contínua tal que:
{\displaystyle \left\|f(x,t)-f(y,t)\right\|\leq L\|x-y\|,~~\forall x,y,t\in \mathbb {R} \,} para algum {\displaystyle L\,} positivo. Onde {\displaystyle \mathbb {X} \,} é um espaço de Banach e {\displaystyle V\,} é uma aberto contido nele.
Então existe um número {\displaystyle h\,} positivo tal que o problema de valor inicial
{\displaystyle {\begin{array}{ll}{\frac {d}{dt}}y(t)=f(y(t),t)\\y(t_{0})=y_{0}\in \mathbb {V} \end{array}}\,}
admite uma única solução no intervalo {\displaystyle t\in [t_{0}-h,t_{0}+h]\,}.
A derivada {\displaystyle {\frac {d}{dt}}\,} deve ser entendida no sentido de Fréchet.
A demonstração se faz de forma perfeitamente análoga, definindo as iterações de Picard.

## Observações
- O teorema de Picard-Lindelöf estabele apenas existência local, ou seja, em torno de alguma vizinhança da condição inicial.
- As condições do teorema são suficientes, porém não são necessárias.

## Exemplos e contra-exemplos
- O problema:

{\displaystyle {\begin{array}{ll}{\frac {d}{dt}}y(t)=y(t)^{2}\\y(t_{0})=1\end{array}}\,}
satisfaz as condições do teorema e, de fato, sua solução é dada por:
{\displaystyle y(t)={\frac {1}{1-t}},~~t<1~\,}
- O problema:

{\displaystyle {\begin{array}{ll}{\frac {d}{dt}}y(t)={\sqrt {|y(t)|}}\\y(t_{0})=0\end{array}}\,}
não satisfaz as condições do teorema, pois {\displaystyle f\,} não é lipschitziana na origem. Este problema admite, no entanto, soluções, embora não haja unicidade. Duas possíveis soluções são:
{\displaystyle y(t)=0\,}
{\displaystyle y(t)={\frac {t^{2}}{4}}\,}